# Terrence Lewis
Terrence Lewis (ur. 8 stycznia 1973 w Filadelfii, Pensylwania) – amerykański bokser.
Terrence Lewis swoją pierwszą walkę na zawodowym ringu stoczył 26 czerwca 1992 roku. Pokonał wtedy, w drugiej rundzie przez KO Amerykanina Mitchella Rose.
19 lipca 1998 w walce z Michaelem Rushem, Lewis został zdyskwalifikowany w 10 rundzie. Powodem dyskwalifikacji był tak zwany sucker punch, czyli niespodziewane uderzenie. Lewis uderzył Rusha zanim  sędzia poinstruował, aby zawodnicy symbolicznie stuknęli się rękawicami przed 10, finałową rundą. Do tego momentu Rush prowadził na punkty.
12 stycznia 2001 przegrał w 2 rundzie, przez techniczny nokaut z byłym mistrzem świata federacji WBA, WBO oraz IBF Michaelem Moorerem.
15 listopada 2003 Terrence Lewis przegrał przez TKO z Andrzejem Gołotą. Gołota przez całą walkę dominował. Już w pierwszej i drugiej rundzie Polski bokser posłał Amerykanina na deski. Trzeci nokdaun Lewis zaliczył w 6 rundzie, po czym sędzia ringowy przerwał pojedynek.
28 lipca 2004 Lewis zmierzył się z byłym mistrzem świata wagi ciężkiej federacji WBC, IBF oraz IBO – Hasimem Rahmanem. W 2 rundzie przez KO wygrał Rahman. Była to ostatnia walka na zawodowym ringu Terrence'a Leiwsa.